# Енн Ромні
Енн Луї Девіс, у шлюбі Ромні (англ. Ann Lois Romney; нар. 16 квітня 1949, Блумфілд-Гіллс, Мічиган) — американська політична діячка, перша леді штату Массачусетс з 2003 до 2007 року (у шлюбі з Міттом Ромні). 

## Життєпис
Почала зустрічатись з Міттом Ромні ще в школі. Перейшла до Церкви Ісуса Христа Святих останніх днів 1966 року й навчалась в Університеті Бригам Янг (BYU), одружилася з Ромні 1969 році, а 1975 року здобула ступінь бакалавра мистецтв з французької мови.
Як перша леді Массачусетса Ромні працювала як сполучна ланка губернатора з федеральними релігійними ініціативами. Брала участь у роботі ряду дитячих благодійних організацій, у тому числі Operation Kids, і була активною учасницею у політичній кампанії її чоловіка під час президентських виборів 2008 року.
Має п'ятеро синів, народжених між 1970 і 1981, і 22 онука.